# Polizeiruf 110: Tatorte
Tatorte ist ein Fernsehfilm aus der ARD-Krimireihe Polizeiruf 110. Der im Auftrag des Bayerischen Rundfunks produzierte Beitrag ist die 374. Episode des Polizeiruf 110 und wurde am Sonntag, den 16. Dezember 2018, erstmals im Ersten ausgestrahlt. Es ist der 15. und letzte Fall des Münchner Polizeiruf-Ermittlers Hanns von Meuffels.

## Handlung
Auf dem Parkplatz eines Autokinos wird eine Psychiaterin vor den Augen ihrer 7-jährigen Tochter erschossen. Dem ersten Anschein nach handelt es sich um ein Familiendrama, bei dem es um Erpressung und einen Streit um das Sorgerecht für die gemeinsame Tochter geht. Für die neue und ehrgeizige Kollegin Nadja Micoud des Münchner Kommissars Hanns von Meuffels erscheint es klar, dass der Ex-Mann der erschossenen Frau der Mörder ist. Seine Tochter, die vom Tatort flüchten konnte und unter Schock steht, nennt der betreuenden Psychologin den Vater als denjenigen, der am Tatort erschien. Für von Meuffels gibt es aufgrund der Beweislage jedoch Ungereimtheiten, z. B. warum der auf das alleinige Sorgerecht bedachte Vater auf das flüchtende Kind geschossen und ihn belastende Fotos, mit denen er erpresst wurde, am Tatort zurückgelassen haben soll. Daher ermittelt er weiter.
Privat ist von Meuffels sehr stark mit seiner gescheiterten Beziehung zur Polizeipsychologin Constanze Hermann beschäftigt. Diese arbeitet seit kurzem als Ausbilderin in Nürnberg und hat die gemeinsame Münchner Wohnung verlassen, was von Meuffels nicht hinnehmen will. Täglich telefoniert er mehrfach mit ihr, was ihn immer wieder vom Fall ablenkt und ihn im Zusammenspiel mit seiner neuen Kollegin sehr gereizt auftreten lässt. Diese geht den Zweifeln von Meuffels' nach und entdeckt in einem von der toten Psychiaterin erstellten Gutachten in einem Sorgerechtsstreit eine Verbindung zu einem Vater, dessen Tochter und Frau aufgrund der Folgen des Gutachtens gestorben waren.
Von Meuffels und Micoud wollen diesen Mann befragen. Doch noch bevor von Meuffels reagieren kann, erschießt der Täter Micoud. Als er auch auf von Meuffels zielt, kann dieser ihm zuvorkommen und den Mann erschießen. Schockiert hockt sich der Kommissar vor seine tote Kollegin und gibt sich die Schuld an diesem Drama. Denn während Micoud zielgerichtet auf die Wohnung des vermeintlichen Täters zuging, war von Meuffels gerade wieder durch ein privates Telefonat mit seiner ehemaligen Partnerin abgelenkt. Von Meuffels ist fest entschlossen, seinen Dienst zu quittieren. Er verfasst ein Kündigungsschreiben und legt Dienstwaffe und -marke bereit. Ihm bleibt nur die Hoffnung, dass er vielleicht so weiter mit Constanze zusammenbleiben kann. In der letzten Szene kommt Constanze zu von Meuffels in die Wohnung, sie schauen gemeinsam auf der Couch sitzend Blockheads, einen Stan-und-Ollie-Film, und sie lehnt sich an ihn. Ob sie ihre Beziehung weiterführen und ob von Meuffels tatsächlich kündigt, bleibt letztlich offen.

## Hintergrund
Der Film wurde vom 19. März 2018 bis zum 20. April 2018 in München und Umgebung gedreht. Die Premiere erfolgte am 18. November auf dem Filmfest Heimspiel in Regensburg.

## Rezeption

### Kritiken
„Dieser Polizeiruf über letzte Ermittlungen, lange Autofahrten und unendliche Sehnsucht ist Krimikunst in Vollendung und die endgültige Menschwerdung der Fernsehfigur Meuffels. Abgang Brandt, auf traurige Streicher am Ende wird verzichtet.“

„Diese surreale Episode ist ein schönes, passendes Abschiedsstück für Matthias Brandt, der sich wieder anderen Rollen zuwenden möchte. Sein Hanns von Meuffels war der große Melancholiker unter den Ermittlern und der beständigste Autofahrer. Er hatte seit 2011 erschütternde Fälle […] ein paar belanglose, einige spezielle und einfach irre gute […]. Aber vor allem hatte er sein Auto, das wie ein Schutzkäfig war, wenn er zu merkwürdigen bayerischen Menschen fuhr, zu den Lebenden und den Toten, durch Landschaften, die einfach vorbeizogen, ohne dass er sie wirklich erkunden musste. Es war seine Möglichkeit, jene Distanz zu halten, die der Melancholiker braucht, zumal der melancholische Mann.“

### Einschaltquoten
Die Erstausstrahlung von Tatorte am 16. Dezember 2018 wurde in Deutschland von 8,14 Millionen Zuschauern gesehen und erreichte einen Marktanteil von 23,0 % für Das Erste.